# Три мајстора
Три мајстора је заједнички концерт три великана народне музике - Предрага Гојковића Цунета, Предрага Живковића Тозовца и Мирослава Илића, одржан у Великој дворани Дома синдиката децембра 1996. године. Гошће на концерту биле су три, такође, врхунске певачице народне музике - Лепа Лукић, Мерима Његомир и Снежана Ђуришић.
Учеснике су пратила три оркестра: Народни оркестар РТС под управом Љубише Павковића, Дувачки оркестар Миће Петровића и Велики тамбурашки оркестар Радио Панчева под управом Будимира Стојановића.

## Списак песама (Сет листа)
1. Јесен стиже рана - Цуне, Тозовац, Мирослав
2. Колаж песама - Тозовац: Мирјана, Празна чаша на мом столу, Влајнa
3. Колаж песама - Мирослав: Теби, Поздрави је, поздрави, Вино точим, а вино не пијем
4. Колаж песама - Цуне: Љубав ми срце мори, Кад сам био у Новоме Саду, У Новом Саду
5. Пробија се коловођа - Мирослав
6. Јој, Радо, јој, Радмила - Цуне
7. Дунаве, моје море - Тозовац
8. Ој, Мораво, тија реко - Тозовац
9. Јеремија - Цуне и Мирослав
10. Мађарица - Цуне и Мирослав
11. Иде Миле лајковачком пругом - Цуне, Тозовац, Мирослав
12. Ој, Мораво
13. O, sole mio - Цуне, Тозовац, Мирослав
14. Одакле си, селе - Мирослав и Снежана
15. Куће мале - Снежана
16. Због тебе - Цуне и Мерима
17. Где си, душо, где си, рано - Мерима
18. Шаралице, варалице - Тозовац и Лепа Лукић
19. Што капију ниси затворио - Лепа Лукић
20. Ој, ливадо, росна траво - Лепа, Мерима, Снежана
21. Ој, девојче, Пироћанче - секстет
22. Девојка из града - Мирослав
23. Прича мала, е па шта - Тозовац
24. Кафу ми, драга, испеци - Цуне
25. Шумадијо - Мирослав
26. Ти си ме чекала - Тозовац
27. Запевајте песме старе - Цуне
28. Где си, да си, мој голубе - секстет
29. Играле се делије - Цуне, Тозовац, Мирослав
30. Гоцино коло - НО РТC